# Ravenstone, Leicestershire
Ravenstone är en by i civil parish Ravenstone with Snibstone, i distriktet North West Leicestershire, i grevskapet Leicestershire i England. Byn är belägen 20,4 km från Leicester. Orten har 1 682 invånare (2015). Ravenstone var en civil parish fram till 1884 när blev den en del av Ravenstone with Snibstone. Civil parish hade 451 invånare år 1881. Byn nämndes i Domedagsboken (Domesday Book) år 1086, och kallades då Ravenestorp.